# اموری (ویرجینیا)
اموری (به انگلیسی: Emory) یک منطقهٔ مسکونی در ایالات متحده آمریکا است که در شهرستان واشینگتن، ویرجینیا واقع شده‌است.